# Ejido la Reyna
Ejido la Reyna är en ort i Mexiko.   Den ligger i kommunen Tultitlán och delstaten Mexiko, i den sydöstra delen av landet, 24 km norr om huvudstaden Mexico City. Ejido la Reyna ligger 2 249 meter över havet och antalet invånare är 105.
Terrängen runt Ejido la Reyna är platt norrut, men söderut är den kuperad. Runt Ejido la Reyna är det mycket tätbefolkat, med 6 959 invånare per kvadratkilometer. Närmaste större samhälle är Ecatepec de Morelos, 7,4 km sydost om Ejido la Reyna. Runt Ejido la Reyna är det i huvudsak tätbebyggt.